# 天津城市基础设施建设投资集团
天津城市基础设施建设投资集团有限公司，简称天津城投集团，成立于2004年7月23日，注册资本677亿元，是天津市国资委管理的大型国有企业，负责天津市的重大城市基础设施的融资、投资、建设。
天津城投集团的唯一股东为天津市人民政府。
天津城投集团拥有4家全资子公司：天津市海河建设发展投资有限公司、天津城市道路管网配套建设投资公司、天津高速公路集团有限公司、天津市环境建设投资有限公司。